# Yaogou (socken i Kina, Inre Mongoliet)
Yaogou (kinesiska: 窑沟, 窑沟乡) är en socken i Kina. Den ligger i den autonoma regionen Inre Mongoliet, i den norra delen av landet, omkring 110 kilometer söder om regionhuvudstaden Hohhot. Antalet invånare är 14186. Befolkningen består av 6 617 kvinnor och 7 569 män. Barn under 15 år utgör 10,0 %, vuxna 15-64 år 73 %, och äldre över 65 år 15,0 %.
Genomsnittlig årsnederbörd är 721 millimeter. Den regnigaste månaden är juli, med i genomsnitt 214 mm nederbörd, och den torraste är januari, med 2 mm nederbörd.